# 索达
索达（藏語：བསོད་དར་，威利转写：bsod dar，1960年1月—），男，藏族，西藏江达人，中华人民共和国政治人物，二级大法官，现任西藏自治区高级人民法院院长、党组书记。中央党校研究生学历，法律专业。

## 生平
1980年7月参加工作。同月加入中国共产党。1982年，任江达县法院干部。1990年，任江达县委副书记、县长。1998年，任昌都地区中级人民法院党组书记、院长。2002年，任西藏自治区拉萨市中级人民法院党组书记、院长。2003年3月至2005年1月，中央党校研究生院法学理论专业在职研究生班学习。2005年，任西藏自治区高级人民法院党组副书记、常务副院长（正厅级）。2008年，任西藏自治区人民检察院党组副书记、常务副检察长（正厅级）。2012年12月起，任西藏自治区高级人民法院党组书记。2013年1月29日，西藏自治区第十届人民代表大会第一次会议中，被选举为西藏自治区高级人民法院院长。